# 日本交通 (神戸市)
日本交通株式会社（にほんこうつう、Nihon Kotsu Co.,Ltd.）は、兵庫県神戸・阪神地区でタクシーと貸切バスを運行する事業者である。本社は兵庫県神戸市中央区港島八丁目11番6号。朱色の楕円に「日交」の文字が入ったシンボルマークが目印。

## 営業所（車庫）の所在地

### タクシー
- 尼崎営業所
  - 兵庫県尼崎市稲葉元町三丁目21番15号（尼宝線関西労災病院向かい）

### バス
- 神戸営業所
  - 兵庫県神戸市中央区港島八丁目11番6号
- 兵庫営業所
  - 兵庫県西宮市鳴尾浜一丁目16番2号
    - かつて兵庫営業所は尼崎市武庫元町一丁目（尼宝線沿い）にあった。跡地はマックスバリュ武庫元町店（運営は光洋）になっている。

## 車両
- タクシーはトヨタ自動車製を使用する。
- バスは、三菱ふそう製がメインだが、グループ会社を含め、現在は国内4メーカー（他に日野自動車、いすゞ自動車、UDトラックス（旧:日産ディーゼル））が揃う。

## 関連会社
- 日本交通 (大阪府)
- 日交シティバス
- 日本交通大阪
- 堺日本交通
- 大タク
- 関西空港リムジン ※以前は全日空グループだった
- エクセル・リムジンサービス ※以前はリーガロイヤルホテルグループだった
- 吹田交通
- 日本交通 (三田市)
- 日本交通 (豊岡市)
- 日本交通 (京都市)
- 日本交通 (福知山市)
- 京都交通 (舞鶴)
- 日交協和
- 日本交通 (鳥取県)
- 鳥取自動車
- 中央タクシー (鳥取県)
- 倉吉交通
- 西伯タクシー
- 日本交通 (島根県)
- 島根日本交通
- クラウンタクシー (島根県)
- 鳥取県中央自動車学校

## 同名の会社について
- 現地での通称は日交（にっこう）であるが、グループ企業として運営されている同名会社は兵庫県をはじめ、創業者の出身地である鳥取県や島根県、京都府、大阪府にも存在するため、部内では区別のため兵庫日交とも称される。
- 東京都にある日本交通（通称「日交」。桜に「N」マーク）（川鍋家系）は沿革、資本関係、人事交流等一切無関係の別会社である。ただし、タクシーチケットは相互に使用できる。このため、同社がグループ企業を設立して関西圏に進出した際には澤家系のグループに配慮して「東京・日本交通株式会社」の社名を使用した。
- 名古屋市にある日本交通は、地元の毎日タクシーグループ傘下にあり、全く関係がない。